# メイフラワー (競走用ヨット)
メイフラワー (Mayflower) は、1886年の第6回アメリカズカップで、イギリス（スコットランド）のガラテアを破って優勝したアメリカ合衆国のヨット。

## 設計
スループであるメイフラワーは、エドワード・バージェスが設計した2艇目のアメリカズカップ優勝艇であった。ジョージ・ローリー&サンが建造して1886年に進水し、ボストンのチャールズ・ジャクソン・ペインの所有艇となった。全面的に木造であり、オークと堅い松が用いられている。スキッパー（船長）は、マーティン・V・B・ストーン (Martin V.B. Stone) であった。

## 経歴

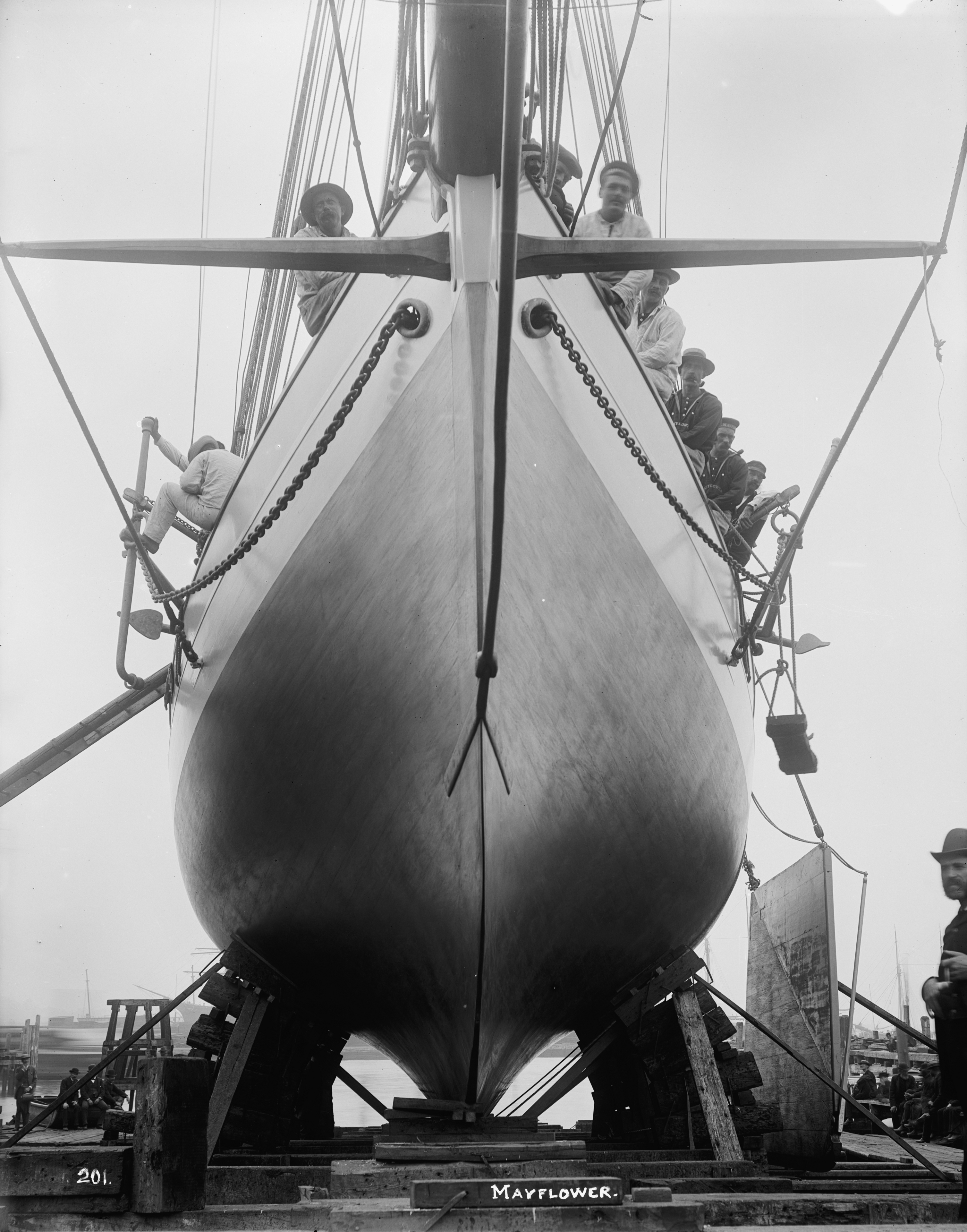
Mayflower

メイフラワーは予選で、優勝経験もあったバージェスの設計艇ピューリタンや、プリシラ (Priscilla)、アトランティック (Atlantic) を破り、1886年のアメリカズカップに臨んだ。
その後、1889年に、F・タウンゼント・アンダーヒル (F. Townsend Underhill) がこの艇を買い、スクーナーに改造した。1905年には、レディ・エヴァ・バーカー (Lady Eva Barker) がこの船を買い、エンジンを据え付けた。彼女は1908年に、かつてジャマイカ沖で沈没したスペインのガレオン船の財宝を探そうとしていた冒険家ガイ・ハミルトン・スカル (Guy Hamilton Scull) にこの船を貸与した。この遠征の最中、メイフラワーはキューバ沖でハリケーンに遭遇して沈没し、乗組員は通りかかった複数の汽船に救助された。